# Partito Nazionale Cooperativo
Il Partito Nazionale Cooperativo (in spagnolo: Partido Nacional Cooperatista) (PNC) è stato un partito politico messicano esistente dal 1917 al 1924. 
Il partito fu fondato durante la rivoluzione messicana nel 1917 dal generale Jacinto B. Treviño e dal segretario degli Interni Manuel Aguirre Berlanga. Il PNC era sostenuto principalmente da giovani rivoluzionari e appoggiava le politiche del presidente Venustiano Carranza. L'ideologia del partito è stata descritta come "cooperativismo", sebbene non sia mai stato chiarito esattamente cosa significasse. Il partito sostenne i presidenti Carranza (1915-1920), Adolfo de la Huerta (1920) e inizialmente Álvaro Obregón (1920-1924), ma quando le divergenze tra Obregón e de la Huerta divennero sempre più grandi, il PNC scelse de la Huerta. Divenne il principale partito di opposizione contro Obregón e numerosi gruppi si radunarono attorno a de la Huerta e al PNC, spaziando da liberali che criticavano i metodi non democratici del governo, anarchici che lo accusavano di non intraprendere abbastanza riforme rivoluzionarie, democratici cristiani che si lamentavano del suo atteggiamento anticlericale e grandi proprietari terrieri che speravano di recuperare le loro proprietà espropriate. De la Huerta non attese le elezioni del 1924 e si ribellò nel 1923. Dopo che i delahuertisti furono sconfitti, il PNC cessò di esistere. 
Tra i membri di spicco del partito c'erano lo scrittore Martín Luis Guzmán e il futuro presidente Emilio Portes Gil (1928-1930).